# Saint-Michel-de-Rieufret
 Saint-Michel-de-Rieufret  là một xã thuộc tỉnh Gironde trong vùng Aquitaine tây nam nước Pháp. Xã này nằm ở khu vực có độ cao trung bình 34 mét trên mực nước biển.